# Радзивилл, Альбрехт Антоний
Князь А́льбрехт Анто́ний Вильге́льм Радзиви́лл (пол. Antoni Albrecht Wilhelm Radziwiłł, бел. Альбрэхт Антоні Вільгельм Радзівіл, коротко Альбрехт Антоний Радзивилл, уменьш. А́ба; 30 октября 1885, Берлин — 18 декабря 1935, Варшава) — белорусский и польский политик из рода Радзивиллов, XVI-й, предпоследний, ординат Несвижа. Посол БНР в Германии и Швейцарии. Член монархической организации "Виленских консерваторов".

## Биография
Старший сын князя Ежи Фридерик Вильгельма Павла Николая Радзивилла (1860—1914), XV-го ордината Несвижского и ордината Клецкого, и графини Марии Розы Браницкой (1863—1941), дочери графа Владислава Михаила Браницкого.
В 1906 году окончил Пажеский корпус в Санкт-Петербурге. В 1914 году, после смерти отца, получил во владение, по наследству, Несвижскую и Клецкую ординацию. Финансировал организацию польских военных частей российской армии (в 1917 году — 1-й польский корпус Ю. Довбор-Мусницкого).
После объявления Белорусской Народной Республики ездил, в ноябре 1918 года, вместе с Р. Скирмунтом, в Берлин и Швейцарию для обеспечения дипломатической поддержки. Был назначен послом БНР в Германии и Швейцарии. В феврале-октябре 1919 года — подхорунжий 12-го полка польских улан. Позднее — один из лидеров консервативного лагеря землевладельцев и вице-президентом Союза оборонцев «Восточные Кресы». 

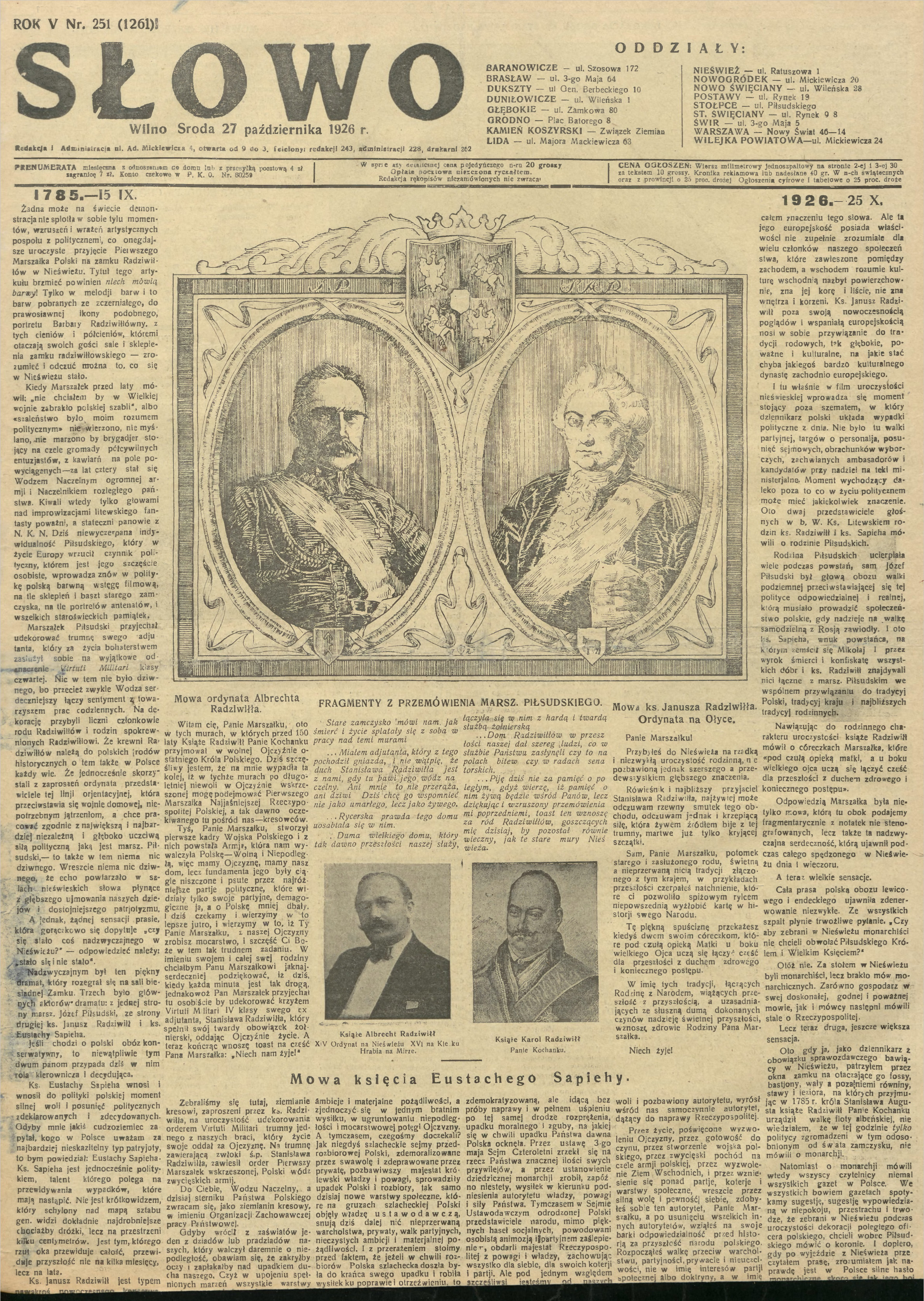
На страницах газеты «Слово» (№ 251, 1926 г.) визит Ю. Пилсудского в Несвиж во время съезда вильнюсских консерваторов 25 октября 1926 г. Страница 1.

Вошел в новосозданную монархическую партию "Виленских консерваторов". С 1922 году финансировал виленскую газету «Słowo» («Слово»), в которой публиковались материалы по истории и современном положении Несвижа. Принимал непосредственное участие в Несвижском съезде консерваторов с Юзефом Пилсудским. 
Много сделал для развития культуры и образования в своих фамильных владениях. При помощи Б. Таврогинского привел в порядок архивы Радзивиллов и многие семейные коллекции. В 1930 году, предчувствуя наступление советской власти, всё наиболее ценное вывез в Варшаву.
Умер 18 декабря 1935 года в Варшаве, похоронен в Несвиже. Его дочь, княжна Эльжбета Радзивил, неоднократно посещала вместе с детьми и внуками Несвижский замок.